# Анна фон Мансфелд-Хинтерорт
Анна фон Мансфелд-Хинтерорт (на немски: Anna von Mansfeld-Hinterort; * ок. 1520; † 26 декември 1537) е графиня от Мансфелд-Хинтерорт и чрез женитба графиня на Насау-Вайлбург.
Тя е дъщеря на граф Албрехт VII фон Мансфелд-Хинтерорт (1480 – 1560) и съпругата му графиня Анна фон Хонщайн-Клетенберг (ок. 1490 – 1559), дъщеря на Ернст IV фон Хонщайн-Клетенберг и Фелицитас фон Байхлинген.
Анна фон Мансфелд-Хинтерорт умира при раждане на 26 декември 1537 г. и е погребана във Вайлбург.

## Фамилия
Анна фон Мансфелд-Хинтерорт се омъжва сл. 23 септември 1536 г. в Мансфелд за граф Филип III фон Насау-Вайлбург (1504 – 1559), вдовец на Елизабет фон Сайн († 5 февруари 1531), син на граф Лудвиг I фон Насау-Вайлбург (1466 – 1523) и графиня Мария Маргарета фон Насау-Висбаден (1487 – 1548). Бракът е осъществен чрез ландграф Филип I фон Хесен. Тя е втората му съпруга. Тя умира при раждането на син им. Те имат децата:
- две деца
- Албрехт фон Насау-Вайлбург (* 26 декември 1537 във Вайлбург; † 11 ноември 1593 в Отвайлер), граф на Насау-Вайлбург-Отвайлер, женен на 16 юни 1559 г. за Анна фон Насау-Диленбург (1541 – 1616)

Филип III Насау-Вайлбург се жени трети път през 1541 г. за Амалия фон Изенбург-Бюдинген (1522 – 1579).